# پرستوی
پرستوی (به بلغاری: Prestoy) یک منطقهٔ مسکونی در بلغارستان است که در تریاونا واقع شده‌است.